# Koncertna arija »Ch'io mi scordi di te« (Mozart)
Koncertna arija (scena in rondo) »Ch'io mi scordi di te – non temer«, KV. 505 za sopran, klavir in orkester je Mozart napisal 27. decembra 1786 in jo posvetil pevki Nancy Storace (v svoj zvezek je zapisal »arija za gdč. Storace in zame«). 
Angležinja italijanskega rodu Nancy Storace (1765-1817) je med 1783 in 1787 pela v cesarski dvorni operi na Dunaju. Živahna in duhovita pevka je bila Suzana v prvi uprizoritvi Figarove svatbe maja 1786 in Mozartu je bila očitno zelo všeč. Kasnejši pisci so domnevali, da sta bila Nancy Storace in Mozart več kot le prijatelja, vendar za to domnevo ni dokazov. Besedilo za arijo izhaja iz libreta za opero Idomeneo in izraža bolečino ob ločitvi od ljubljene osebe (»Ch' io mi scordi di te – non temer!« pomeni: »Da bi te pozabil, se nikar ne boj!«). Pevka jo je izvedla 23. februarja 1787 na svojem poslovilnem koncertu, preden je zapustila Dunaj in za stalno odšla v Anglijo. Ob klavirju je bil sam skladatelj. Mozartov biograf Alfred Einstein opozarja na intimno povezanost med solističnim glasom in klavirjem: »..tako tesno sta prepletena, da v vsakem taktu njunega globoko občutenega dvogovora slutimo globlji pomen. Pri tem je arija tako dolga, da že skoraj spominja na stavek koncerta ... Malo umetniških del združuje tako iskren osebni izraz s takšnim mojstrstvom – intimnost pisma z najvišjo popolnostjo oblike.«